# Willem II in het seizoen 2002/03
Het seizoen 2002/03 van Willem II was het 48ste seizoen van de Nederlandse betaaldvoetbalclub uit Tilburg sinds de invoering van het betaald voetbal in 1954. De club speelde net als het voorgaande seizoen, toen het op de elfde plaats eindigde, in de Eredivisie. De ploeg stond onder leiding van trainer-coach Mark Wotte, die Hans Westerhof was opgevolgd op 1 juli 2002.

## Selectie
|                        | Naam                   | Competitie | Competitie | Intertoto  | Intertoto  | Amstel Cup | Amstel Cup | Totaal | Totaal | Positie                 | Vorige club                 | Opmerkingen |
| W                      | Naam                   |            | W          |            | W          |            | W          |        |        | Positie                 | Vorige club                 | Opmerkingen |
| ---------------------- | ---------------------- | ---------- | ---------- | ---------- | ---------- | ---------- | ---------- | ------ | ------ | ----------------------- | --------------------------- | ----------- |
|                        | Doelmannen             |            |            |            |            |            |            |        |        |                         |                             |             |
| Vlag van België        | Christophe Martin      | 3          | 0          | 0          | 0          | 0          | 0          | 3      | 0      | doelman                 | RAEC Mons                   |             |
| Vlag van België        | Geert De Vlieger       | 31         | 0          | 6          | 0          | 2          | 0          | 39     | 0      | doelman                 | RSC Anderlecht              |             |
|                        | Verdedigers            |            |            |            |            |            |            |        |        |                         |                             |             |
| Vlag van Nederland     | Kew Jaliens            | 32         | 1          | 5          | 1          | 2          | 1          | 39     | 3      | verdediger              | Sparta Rotterdam            |             |
| Vlag van België        | Chris Janssens         | 27         | 1          | 6          | 1          | 2          | 0          | 35     | 2      | verdediger              | KSC Lokeren Oost-Vlaanderen |             |
| Vlag van Nederland     | Frank van Kouwen       | 0          | 0          | 0          | 0          | 0          | 0          | 0      | 0      | verdediger              | Jeugdopleiding Willem II    |             |
| Vlag van Marokko       | Youssef Mariana        | 19         | 0          | 6          | 1          | 1          | 0          | 26     | 1      | verdediger/middenvelder | Kawkab Marrakech            |             |
| Vlag van Nederland     | Joris Mathijsen        | 34         | 1          | 6          | 0          | 2          | 0          | 42     | 1      | verdediger              | Jeugdopleiding Willem II    |             |
| Vlag van Nederland     | Emile van de Meerakker | 3          | 0          | 0          | 0          | 0          | 0          | 3      | 0      | verdediger              | Jeugdopleiding Willem II    |             |
| Vlag van Nederland     | Jos van Nieuwstadt     | 20         | 1          | 4          | 0          | 2          | 0          | 26     | 1      | verdediger              | Jeugdopleiding Willem II    |             |
| Vlag van België        | Guy Veldeman           | 0          | 0          | 0          | 0          | 0          | 0          | 0      | 0      | verdediger              | Jeugdopleiding Willem II    |             |
| Vlag van Nederland     | Nuelson Wau            | 25         | 0          | 2          | 0          | 2          | 0          | 29     | 0      | verdediger              | Jeugdopleiding Willem II    |             |
|                        | Middenvelders          |            |            |            |            |            |            |        |        |                         |                             |             |
| Vlag van België        | Tom Caluwé             | 24         | 0          | 6          | 1          | 1          | 0          | 30     | 1      | middenvelder            | KV Mechelen                 |             |
| Vlag van Nederland     | Cedric van der Gun     | 30         | 6          | 0          | 0          | 2          | 0          | 32     | 6      | middenvelder            | AFC Ajax                    | Gehuurd     |
| Vlag van Nederland     | Denny Landzaat         | 34         | 5          | 6          | 1          | 2          | 0          | 42     | 6      | middenvelder            | MVV                         |             |
| Vlag van Nederland     | Danny Mathijssen       | 22         | 1          | 3          | 0          | 2          | 0          | 27     | 0      | middenvelder            | Jeugdopleiding Willem II    |             |
| Vlag van Nederland     | Marcel Meeuwis         | 0          | 0          | 0          | 0          | 0          | 0          | 0      | 0      | middenvelder            | Jeugdopleiding Willem II    |             |
| Vlag van Nederland     | Raymond Victoria       | 24         | 0          | 3          | 0          | 2          | 0          | 29     | 0      | middenvelder/verdediger | De Graafschap               |             |
|                        | Aanvallers             |            |            |            |            |            |            |        |        |                         |                             |             |
| Vlag van Gambia        | Jatto Ceesay           | 30         | 7          | 6          | 0          | 0          | 0          | 36     | 7      | aanvaller               | Wallidan Sens               |             |
| Vlag van Nederland     | Anouar Hadouir         | 3          | 0          | 0          | 0          | 0          | 0          | 3      | 0      | aanvaller               | Jeugdopleiding Willem II    |             |
| Vlag van Marokko       | Mourad Mghizrat        | 19         | 3          | 0          | 0          | 2          | 1          | 21     | 4      | aanvaller               | FC Den Bosch                |             |
| Vlag van Nederland     | Özcan Özkaya           | 1          | 0          | 0          | 0          | 0          | 0          | 1      | 0      | aanvaller               | Jeugdopleiding Willem II    |             |
| Vlag van Noord-Ierland | James Quinn            | 18         | 5          | 6          | 0          | 0          | 0          | 24     | 5      | aanvaller               | West Bromwich Albion        |             |
| Vlag van Marokko       | Tarik Sektioui         | 24         | 8          | 6          | 1          | 1          | 0          | 31     | 9      | aanvaller               | Neuchâtel Xamax             |             |
| Vlag van Rusland       | Dmitri Sjoekov         | 29         | 9          | 6          | 0          | 2          | 1          | 37     | 10     | aanvaller               | NAC Breda                   |             |
| Vlag van Nederland     | Regillio Simons        | 21         | 0          | 6          | 0          | 1          | 0          | 28     | 0      | aanvaller               | Fortuna Sittard             |             |
|                        | Naam                   | W          |            | W          |            | W          |            | W      |        | Positie                 | Vorige club                 | Opmerkingen |
| Competitie             | Competitie             | Intertoto  | Intertoto  | Amstel Cup | Amstel Cup | Totaal     | Totaal     |        |        | Positie                 | Vorige club                 | Opmerkingen |

## Wedstrijden

### Intertoto
Competitie om drie plaatsen in de UEFA Cup. Willem II stroomt in de tweede ronde in. Knock-out competitie over twee wedstrijden.

| 6 juli 2002, 2e ronde                                                                 | Willem II          | 1-0 (1-0) | FC Sankt Gallen | Opstelling Willem II | Opstelling FC Sankt Gallen                                                                                             |  |
| Stadion: Willem II Stadion, Tilburg Toeschouwers: 2.923 Scheidsrechter: Romans Lajuks | Tom Caluwé 15' 1-0 |           |                 | De Vlieger, Jaliens, Van Nieuwstadt, Janssens, Mathijsen, Landzaat, Caluwé (Simons/81), Mariana, Ceesay (Quinn/61), Sektioui, Sjoekov (Victoria/65) | Stöckli, Chaile, Wolf, Jenny, Winkler , Müller, Imhof , Berger (Colacino/81), Barnetta, Tachie-Mensah, Gane (Jairo/63) |  |
| Stadion: Willem II Stadion, Tilburg Toeschouwers: 2.923 Scheidsrechter: Romans Lajuks |                    |           |                 | De Vlieger, Jaliens, Van Nieuwstadt, Janssens, Mathijsen, Landzaat, Caluwé (Simons/81), Mariana, Ceesay (Quinn/61), Sektioui, Sjoekov (Victoria/65) | Stöckli, Chaile, Wolf, Jenny, Winkler , Müller, Imhof , Berger (Colacino/81), Barnetta, Tachie-Mensah, Gane (Jairo/63) |  |
| Stadion: Willem II Stadion, Tilburg Toeschouwers: 2.923 Scheidsrechter: Romans Lajuks |                    |           |                 | De Vlieger, Jaliens, Van Nieuwstadt, Janssens, Mathijsen, Landzaat, Caluwé (Simons/81), Mariana, Ceesay (Quinn/61), Sektioui, Sjoekov (Victoria/65) | Stöckli, Chaile, Wolf, Jenny, Winkler , Müller, Imhof , Berger (Colacino/81), Barnetta, Tachie-Mensah, Gane (Jairo/63) |  |
|                                                                                       |                    |           |                 | | |  |

| 13 juli 2002, 2e ronde                                             | FC Sankt Gallen      | 1-1 (1-0) | Willem II                | Opstelling FC Sankt Gallen | Opstelling Willem II |  |
| Stadion: AFG Arena, Sankt Gallen (Zwitserland) Toeschouwers: 2.400 | '90 Jerren Nixon 1-0 |           | 1-1 Youssef Mariana '112 | Stöckli, Tato, Wolf, Jenny, Winkler, Müller (Colacino/25), Jairo (Alves/78 ), Berger, Barnetta, Tachie-Mensah, Bieli (Nixon/69) | De Vlieger, Jaliens, Van Nieuwstadt, Janssens, Mathijsen, Landzaat, Caluwé (Simons/44), Mariana , Ceesay (Victoria/62 ), Sektioui, Sjoekov (Quinn/81 ) |  |
| Stadion: AFG Arena, Sankt Gallen (Zwitserland) Toeschouwers: 2.400 |                      |           |                          | Stöckli, Tato, Wolf, Jenny, Winkler, Müller (Colacino/25), Jairo (Alves/78 ), Berger, Barnetta, Tachie-Mensah, Bieli (Nixon/69) | De Vlieger, Jaliens, Van Nieuwstadt, Janssens, Mathijsen, Landzaat, Caluwé (Simons/44), Mariana , Ceesay (Victoria/62 ), Sektioui, Sjoekov (Quinn/81 ) |  |
| Stadion: AFG Arena, Sankt Gallen (Zwitserland) Toeschouwers: 2.400 |                      |           |                          | Stöckli, Tato, Wolf, Jenny, Winkler, Müller (Colacino/25), Jairo (Alves/78 ), Berger, Barnetta, Tachie-Mensah, Bieli (Nixon/69) | De Vlieger, Jaliens, Van Nieuwstadt, Janssens, Mathijsen, Landzaat, Caluwé (Simons/44), Mariana , Ceesay (Victoria/62 ), Sektioui, Sjoekov (Quinn/81 ) |  |
|                                                                    |                      |           |                          | | |  |

| 21 juli 2002, 3e ronde                                                                           | Krylja Sovetov Samara                                                | 3-1 (2-1) | Willem II                  | Opstelling Krylja Sovetov Samara | Opstelling Willem II |  |
| Stadion: Metalloerg Stadion, Samara (Rusland) Toeschouwers: 25.000 Scheidsrechter: Johan Verbist | '36 Denis Kovba 1-1 '44 Vladislav Radimov 2-1 '75 Rogério Gaúcho 3-1 |           | 0-1 Denny Landzaat '35/pen | Radimov                          | De Vlieger, Jaliens, Van Nieuwstadt, Janssens , Mathijsen, Landzaat, Caluwé, Mariana, Ceesay , Sektioui (Quinn/86), Sjoekov (Simons/62) |  |
| Stadion: Metalloerg Stadion, Samara (Rusland) Toeschouwers: 25.000 Scheidsrechter: Johan Verbist |                                                                      |           |                            | Radimov                          | De Vlieger, Jaliens, Van Nieuwstadt, Janssens , Mathijsen, Landzaat, Caluwé, Mariana, Ceesay , Sektioui (Quinn/86), Sjoekov (Simons/62) |  |
| Stadion: Metalloerg Stadion, Samara (Rusland) Toeschouwers: 25.000 Scheidsrechter: Johan Verbist |                                                                      |           |                            | Radimov                          | De Vlieger, Jaliens, Van Nieuwstadt, Janssens , Mathijsen, Landzaat, Caluwé, Mariana, Ceesay , Sektioui (Quinn/86), Sjoekov (Simons/62) |  |
|                                                                                                  |                                                                      |           |                            |                                  | |  |

| 27 juli 2002, 3e ronde                                  | Willem II                                 | 2-0 (1-0) | Krylja Sovetov Samara | Opstelling Willem II | Opstelling Krylja Sovetov Samara |
| Stadion: Willem II Stadion, Tilburg Toeschouwers: 2.750 | '37 Chris Janssens 1-0 '84 Tarik Sektioui |           |                       | De Vlieger, Jaliens , Van Nieuwstadt (Mathijssen/67), Janssens, Mathijsen, Landzaat, Caluwé , Mariana, Ceesay, Simons (Quinn/72), Sjoekov (Sektioui/46) |                                  |
| Stadion: Willem II Stadion, Tilburg Toeschouwers: 2.750 |                                           |           |                       | De Vlieger, Jaliens , Van Nieuwstadt (Mathijssen/67), Janssens, Mathijsen, Landzaat, Caluwé , Mariana, Ceesay, Simons (Quinn/72), Sjoekov (Sektioui/46) |                                  |
| Stadion: Willem II Stadion, Tilburg Toeschouwers: 2.750 |                                           |           |                       | De Vlieger, Jaliens , Van Nieuwstadt (Mathijssen/67), Janssens, Mathijsen, Landzaat, Caluwé , Mariana, Ceesay, Simons (Quinn/72), Sjoekov (Sektioui/46) |                                  |
|                                                         |                                           |           |                       | |                                  |

| 31 juli 2002, 21u00, 4e ronde                                                                    | Málaga CF                                  | 2-1 (1-0) | Willem II           | Opstelling Málaga CF                                                                                               | Opstelling Willem II |  |
| Stadion: Estadio La Rosaleda, Málaga (Spanje) Toeschouwers: 15.000 Scheidsrechter: Ivan Dobrinov | '34 Koke 1-0 '64/pen Julio Dely Valdés 2-1 |           | 1-1 Kew Jaliens '61 | Contreras, Josemi, Sanz, Roteta, Valcarce , Edgar (Manu/71), Gerardo, Sandro, Musampa, Dely Valdés, Koke (Leko/64) | De Vlieger, Wau, Jaliens , Janssens, Mathijsen, Landzaat, Caluwé, Mariana, Ceesay (Quinn/82), Sektioui (Simons/55), Sjoekov (Mathijssen/64) |  |
| Stadion: Estadio La Rosaleda, Málaga (Spanje) Toeschouwers: 15.000 Scheidsrechter: Ivan Dobrinov |                                            |           |                     | Contreras, Josemi, Sanz, Roteta, Valcarce , Edgar (Manu/71), Gerardo, Sandro, Musampa, Dely Valdés, Koke (Leko/64) | De Vlieger, Wau, Jaliens , Janssens, Mathijsen, Landzaat, Caluwé, Mariana, Ceesay (Quinn/82), Sektioui (Simons/55), Sjoekov (Mathijssen/64) |  |
| Stadion: Estadio La Rosaleda, Málaga (Spanje) Toeschouwers: 15.000 Scheidsrechter: Ivan Dobrinov |                                            |           |                     | Contreras, Josemi, Sanz, Roteta, Valcarce , Edgar (Manu/71), Gerardo, Sandro, Musampa, Dely Valdés, Koke (Leko/64) | De Vlieger, Wau, Jaliens , Janssens, Mathijsen, Landzaat, Caluwé, Mariana, Ceesay (Quinn/82), Sektioui (Simons/55), Sjoekov (Mathijssen/64) |  |
|                                                                                                  |                                            |           |                     | | |  |

| 7 augustus 2002, 4e ronde                                                            | Willem II | 0-1 (0-0) | Málaga CF                 | Opstelling Willem II | Opstelling Málaga CF |  |
| Stadion: Willem II Stadion, Tilburg Toeschouwers: 8.750 Scheidsrechter: Mike McCurry |           |           | 0-1 Julio Dely Valdés '66 | De Vlieger, Wau, Janssens (Victoria/69 ), Mathijsen , Mariana (Sektioui/24), Landzaat, Caluwé , Mathijssen, Ceesay, Simons (Quinn/60), Sjoekov | Contreras , Josemi, Sanz, Roteta, Valcarce, Leko (Dario Silva/60 ), Sandro (Romero/60), Miguel Ángel, Musampa, Gerardo (Juanito/83), Dely Valdés |  |
| Stadion: Willem II Stadion, Tilburg Toeschouwers: 8.750 Scheidsrechter: Mike McCurry |           |           |                           | De Vlieger, Wau, Janssens (Victoria/69 ), Mathijsen , Mariana (Sektioui/24), Landzaat, Caluwé , Mathijssen, Ceesay, Simons (Quinn/60), Sjoekov | Contreras , Josemi, Sanz, Roteta, Valcarce, Leko (Dario Silva/60 ), Sandro (Romero/60), Miguel Ángel, Musampa, Gerardo (Juanito/83), Dely Valdés |  |
| Stadion: Willem II Stadion, Tilburg Toeschouwers: 8.750 Scheidsrechter: Mike McCurry |           |           |                           | De Vlieger, Wau, Janssens (Victoria/69 ), Mathijsen , Mariana (Sektioui/24), Landzaat, Caluwé , Mathijssen, Ceesay, Simons (Quinn/60), Sjoekov | Contreras , Josemi, Sanz, Roteta, Valcarce, Leko (Dario Silva/60 ), Sandro (Romero/60), Miguel Ángel, Musampa, Gerardo (Juanito/83), Dely Valdés |  |
|                                                                                      |           |           |                           | | |  |

### Eredivisie

#### Augustus 2002
| 17 augustus 2002, 20u00                                                          | FC Twente | 0-2 (0-0) | Willem II                                     | Opstelling FC Twente | Opstelling Willem II |  |
| Stadion: Arke Stadion, Enschede Toeschouwers: 13.200 Scheidsrechter: Peter Oskam |           |           | 0-1 Tarik Sektioui '61 0-2 Dmitri Sjoekov '69 | Boschker, El Brazi, Grujić, Van der Weerden, Heubach, Ouédraogo (De Visscher/86), Van der Leegte (De Witte/69 ), Polak (Houwing/75), Cairo, Booth, Cziommer | De Vlieger, Jaliens , Van Nieuwstadt, Janssens, Mathijsen, Landzaat, Mathijssen, Mariana, Ceesay (Mghizrat/58), Sjoekov (Simons/90), Sektioui (Victoria/80) |  |
| Stadion: Arke Stadion, Enschede Toeschouwers: 13.200 Scheidsrechter: Peter Oskam |           |           |                                               | Boschker, El Brazi, Grujić, Van der Weerden, Heubach, Ouédraogo (De Visscher/86), Van der Leegte (De Witte/69 ), Polak (Houwing/75), Cairo, Booth, Cziommer | De Vlieger, Jaliens , Van Nieuwstadt, Janssens, Mathijsen, Landzaat, Mathijssen, Mariana, Ceesay (Mghizrat/58), Sjoekov (Simons/90), Sektioui (Victoria/80) |  |
| Stadion: Arke Stadion, Enschede Toeschouwers: 13.200 Scheidsrechter: Peter Oskam |           |           |                                               | Boschker, El Brazi, Grujić, Van der Weerden, Heubach, Ouédraogo (De Visscher/86), Van der Leegte (De Witte/69 ), Polak (Houwing/75), Cairo, Booth, Cziommer | De Vlieger, Jaliens , Van Nieuwstadt, Janssens, Mathijsen, Landzaat, Mathijssen, Mariana, Ceesay (Mghizrat/58), Sjoekov (Simons/90), Sektioui (Victoria/80) |  |
|                                                                                  |           |           |                                               | | |  |

| 25 augustus 2002, 14u30                                                               | Willem II               | 1-1 (0-0) | NAC Breda                 | Opstelling Willem II | Opstelling NAC Breda |  |
| Stadion: Willem II Stadion, Tilburg Toeschouwers: 13.910 Scheidsrechter: Jan Wegereef | '38 Mourad Mghizrat 1-1 |           | 0-1 Bart van den Eede '23 | De Vlieger, Jaliens , Van Nieuwstadt, Janssens , Mathijsen, Landzaat, Mathijssen (Victoria/44), Mariana (Caluwé/62 ), Mghizrat (Ceesay/66), Sjoekov , Sektioui | Babos, Colin, Koning , Penders, Gudelj, Fehér, Slot (Kornejev/66), Schreuder, Boussaboun (Engelaar/88), Van den Eede (Stewart/46), Bobson |  |
| Stadion: Willem II Stadion, Tilburg Toeschouwers: 13.910 Scheidsrechter: Jan Wegereef |                         |           |                           | De Vlieger, Jaliens , Van Nieuwstadt, Janssens , Mathijsen, Landzaat, Mathijssen (Victoria/44), Mariana (Caluwé/62 ), Mghizrat (Ceesay/66), Sjoekov , Sektioui | Babos, Colin, Koning , Penders, Gudelj, Fehér, Slot (Kornejev/66), Schreuder, Boussaboun (Engelaar/88), Van den Eede (Stewart/46), Bobson |  |
| Stadion: Willem II Stadion, Tilburg Toeschouwers: 13.910 Scheidsrechter: Jan Wegereef |                         |           |                           | De Vlieger, Jaliens , Van Nieuwstadt, Janssens , Mathijsen, Landzaat, Mathijssen (Victoria/44), Mariana (Caluwé/62 ), Mghizrat (Ceesay/66), Sjoekov , Sektioui | Babos, Colin, Koning , Penders, Gudelj, Fehér, Slot (Kornejev/66), Schreuder, Boussaboun (Engelaar/88), Van den Eede (Stewart/46), Bobson |  |
|                                                                                       |                         |           |                           | | |  |

| 31 augustus 2002, 19u30                                                                       | Roda JC               | 1-0 (0-0) | Willem II | Opstelling Roda JC | Opstelling Willem II |  |
| Stadion: Parkstad Limburg Stadion, Kerkrade Toeschouwers: 13.000 Scheidsrechter: Rien Koopman | '88 Yannis Anastasiou |           |           | Kujović, Sonkaya, Luijpers, Rudge (Berglund/77), Filipović, Van Dessel, Nygaard, Sergio (Vandenbroeck/90), Soetaers, Anastasiou, Cristiano | De Vlieger, Jaliens, Van Nieuwstadt, Janssens, Mathijsen, Landzaat, Victoria, Mariana, Mghizrat (Ceesay/60), Sjoekov (Simons/83), Sektioui (Van der Gun/70) |  |
| Stadion: Parkstad Limburg Stadion, Kerkrade Toeschouwers: 13.000 Scheidsrechter: Rien Koopman |                       |           |           | Kujović, Sonkaya, Luijpers, Rudge (Berglund/77), Filipović, Van Dessel, Nygaard, Sergio (Vandenbroeck/90), Soetaers, Anastasiou, Cristiano | De Vlieger, Jaliens, Van Nieuwstadt, Janssens, Mathijsen, Landzaat, Victoria, Mariana, Mghizrat (Ceesay/60), Sjoekov (Simons/83), Sektioui (Van der Gun/70) |  |
| Stadion: Parkstad Limburg Stadion, Kerkrade Toeschouwers: 13.000 Scheidsrechter: Rien Koopman |                       |           |           | Kujović, Sonkaya, Luijpers, Rudge (Berglund/77), Filipović, Van Dessel, Nygaard, Sergio (Vandenbroeck/90), Soetaers, Anastasiou, Cristiano | De Vlieger, Jaliens, Van Nieuwstadt, Janssens, Mathijsen, Landzaat, Victoria, Mariana, Mghizrat (Ceesay/60), Sjoekov (Simons/83), Sektioui (Van der Gun/70) |  |
|                                                                                               |                       |           |           | | |  |

#### September 2002
| 14 september 2002, 19u30                                                                | Willem II                                     | 2-0 (1-0) | FC Utrecht | Opstelling Willem II | Opstelling FC Utrecht |  |
| Stadion: Willem II Stadion, Tilburg Toeschouwers: 13.400 Scheidsrechter: Eric Braamhaar | '42 Denny Landzaat 1-0 '77 Tarik Sektioui 2-0 |           |            | De Vlieger, Wau, Jaliens, Janssens , Mathijsen, Landzaat, Victoria , Van der Gun (Mathijssen/71), Ceesay (Mariana/80), Quinn, Sjoekov (Sektioui/46) | Wapenaar, Zuidam, Touzani (Jochemsen/75), Zwaanswijk, Van Mol, Tanghe, De Jong, Bosschaart, Kuijt, Gluščević (Schut/87), Van den Bergh (Arts/78) |  |
| Stadion: Willem II Stadion, Tilburg Toeschouwers: 13.400 Scheidsrechter: Eric Braamhaar |                                               |           |            | De Vlieger, Wau, Jaliens, Janssens , Mathijsen, Landzaat, Victoria , Van der Gun (Mathijssen/71), Ceesay (Mariana/80), Quinn, Sjoekov (Sektioui/46) | Wapenaar, Zuidam, Touzani (Jochemsen/75), Zwaanswijk, Van Mol, Tanghe, De Jong, Bosschaart, Kuijt, Gluščević (Schut/87), Van den Bergh (Arts/78) |  |
| Stadion: Willem II Stadion, Tilburg Toeschouwers: 13.400 Scheidsrechter: Eric Braamhaar |                                               |           |            | De Vlieger, Wau, Jaliens, Janssens , Mathijsen, Landzaat, Victoria , Van der Gun (Mathijssen/71), Ceesay (Mariana/80), Quinn, Sjoekov (Sektioui/46) | Wapenaar, Zuidam, Touzani (Jochemsen/75), Zwaanswijk, Van Mol, Tanghe, De Jong, Bosschaart, Kuijt, Gluščević (Schut/87), Van den Bergh (Arts/78) |  |
|                                                                                         |                                               |           |            | | |  |

| 21 september 2002, 19u30                                                          | Willem II            | 1-1 (0-1) | N.E.C.                 | Opstelling Willem II | Opstelling N.E.C. |  |
| Stadion: Willem II Stadion, Tilburg Toeschouwers: 13.000 Scheidsrechter: Dick Jol | '59 Jatto Ceesay 1-1 |           | 0-1 Danny Hesp '23/pen | De Vlieger, Jaliens, Victoria, Janssens, Mathijsen, Landzaat, Van der Gun, Mariana, Mghizrat (Ceesay/59), Simons (Sektioui/35), Sjoekov | Gentenaar, Wielaert, Wisgerhof , Hesp, Zonneveld, Schuurman, Govedarica, Hersi (Wegh/88), Šimr, Demouge (Tumba/71), De Nooijer |  |
| Stadion: Willem II Stadion, Tilburg Toeschouwers: 13.000 Scheidsrechter: Dick Jol |                      |           |                        | De Vlieger, Jaliens, Victoria, Janssens, Mathijsen, Landzaat, Van der Gun, Mariana, Mghizrat (Ceesay/59), Simons (Sektioui/35), Sjoekov | Gentenaar, Wielaert, Wisgerhof , Hesp, Zonneveld, Schuurman, Govedarica, Hersi (Wegh/88), Šimr, Demouge (Tumba/71), De Nooijer |  |
| Stadion: Willem II Stadion, Tilburg Toeschouwers: 13.000 Scheidsrechter: Dick Jol |                      |           |                        | De Vlieger, Jaliens, Victoria, Janssens, Mathijsen, Landzaat, Van der Gun, Mariana, Mghizrat (Ceesay/59), Simons (Sektioui/35), Sjoekov | Gentenaar, Wielaert, Wisgerhof , Hesp, Zonneveld, Schuurman, Govedarica, Hersi (Wegh/88), Šimr, Demouge (Tumba/71), De Nooijer |  |
|                                                                                   |                      |           |                        | | |  |

| 28 september 2002, 19u30                                                              | Willem II | 5-2 (3-0) | FC Zwolle                                        | Opstelling Willem II | Opstelling FC Zwolle |  |
| Stadion: Willem II Stadion, Tilburg Toeschouwers: 12.700 Scheidsrechter: René Temmink | '8 Tarik Sektioui 1-0 '11 Cedric van der Gun 2-0 '40 Joris Mathijsen 3-0 '55 Jatto Ceesay 4-1 '57 Dmitri Sjoekov 5-1 |           | 3-1 Ivan Tsvetkov '52 5-2 Dominggus Lim-Duan '89 | De Vlieger, Wau, Jaliens, Janssens, Mathijsen, Landzaat, Victoria, Van der Gun, Ceesay (Mghizrat/85), Sjoekov (Simons/74), Sektioui (Hadouir/81) | Van der Werff, Doesburg (Ravensbergen/38), Kras , Schol (Karlsen/46), Van der Haar, Marco Roelofsen, Tsvetkov, De Ridder, Lim-Duan, Richard Roelofsen, Promes (Van Steeg/76) |  |
| Stadion: Willem II Stadion, Tilburg Toeschouwers: 12.700 Scheidsrechter: René Temmink | |           |                                                  | De Vlieger, Wau, Jaliens, Janssens, Mathijsen, Landzaat, Victoria, Van der Gun, Ceesay (Mghizrat/85), Sjoekov (Simons/74), Sektioui (Hadouir/81) | Van der Werff, Doesburg (Ravensbergen/38), Kras , Schol (Karlsen/46), Van der Haar, Marco Roelofsen, Tsvetkov, De Ridder, Lim-Duan, Richard Roelofsen, Promes (Van Steeg/76) |  |
| Stadion: Willem II Stadion, Tilburg Toeschouwers: 12.700 Scheidsrechter: René Temmink | |           |                                                  | De Vlieger, Wau, Jaliens, Janssens, Mathijsen, Landzaat, Victoria, Van der Gun, Ceesay (Mghizrat/85), Sjoekov (Simons/74), Sektioui (Hadouir/81) | Van der Werff, Doesburg (Ravensbergen/38), Kras , Schol (Karlsen/46), Van der Haar, Marco Roelofsen, Tsvetkov, De Ridder, Lim-Duan, Richard Roelofsen, Promes (Van Steeg/76) |  |
|                                                                                       | |           |                                                  | | |  |

#### Oktober 2002
| 6 oktober 2002, 14u30                                                                         | sc Heerenveen            | 1-1 (1-0) | Willem II                  | Opstelling sc Heerenveen                                                                                                   | Opstelling Willem II |  |
| Stadion: Abe Lenstra Stadion, Heerenveen Toeschouwers: 14.200 Scheidsrechter: Jack van Hulten | '37/pen Mika Nurmela 1-0 |           | 1-1 Cedric van der Gun '67 | Vonk, Venema, Hansson, Ebbinge, Edman , Radomski, Selakovic (Barsom/76), Jensen (Väyrynen/85), Nurmela, De Jong, Denneboom | De Vlieger, Wau, Jaliens, Janssens, Mathijsen, Landzaat , Van der Gun (Simons/90), Victoria, Ceesay (Mghizrat/64), Sjoekov (Mariana/81), Sektioui |  |
| Stadion: Abe Lenstra Stadion, Heerenveen Toeschouwers: 14.200 Scheidsrechter: Jack van Hulten |                          |           |                            | Vonk, Venema, Hansson, Ebbinge, Edman , Radomski, Selakovic (Barsom/76), Jensen (Väyrynen/85), Nurmela, De Jong, Denneboom | De Vlieger, Wau, Jaliens, Janssens, Mathijsen, Landzaat , Van der Gun (Simons/90), Victoria, Ceesay (Mghizrat/64), Sjoekov (Mariana/81), Sektioui |  |
| Stadion: Abe Lenstra Stadion, Heerenveen Toeschouwers: 14.200 Scheidsrechter: Jack van Hulten |                          |           |                            | Vonk, Venema, Hansson, Ebbinge, Edman , Radomski, Selakovic (Barsom/76), Jensen (Väyrynen/85), Nurmela, De Jong, Denneboom | De Vlieger, Wau, Jaliens, Janssens, Mathijsen, Landzaat , Van der Gun (Simons/90), Victoria, Ceesay (Mghizrat/64), Sjoekov (Mariana/81), Sektioui |  |
|                                                                                               |                          |           |                            | | |  |

| 19 oktober 2002, 19u30                                                               | Willem II                                                              | 3-1 (1-1) | RBC Roosendaal          | Opstelling Willem II | Opstelling RBC Roosendaal                                                                                  |  |
| Stadion: Willem II Stadion, Tilburg Toeschouwers: 13.500 Scheidsrechter: Pieter Vink | '13/e.d. Sander Keller 1-0 '29 Dmitri Sjoekov 2-0 '56 Jatto Ceesay 3-0 |           | 3-1 Geert den Ouden '77 | De Vlieger, Jaliens, Van Nieuwstadt (Wau/83), Janssens, Mathijsen, Landzaat, Victoria, Van der Gun, Ceesay, Sjoekov (Mghizrat/67), Sektioui (Mathijssen/78) | Aerts, Keller, Oliseh, Nascimento (Piqué/46), Fleur, De Graaf, Hellemons, Maseland, Wooter, Vos, Den Ouden |  |
| Stadion: Willem II Stadion, Tilburg Toeschouwers: 13.500 Scheidsrechter: Pieter Vink |                                                                        |           |                         | De Vlieger, Jaliens, Van Nieuwstadt (Wau/83), Janssens, Mathijsen, Landzaat, Victoria, Van der Gun, Ceesay, Sjoekov (Mghizrat/67), Sektioui (Mathijssen/78) | Aerts, Keller, Oliseh, Nascimento (Piqué/46), Fleur, De Graaf, Hellemons, Maseland, Wooter, Vos, Den Ouden |  |
| Stadion: Willem II Stadion, Tilburg Toeschouwers: 13.500 Scheidsrechter: Pieter Vink |                                                                        |           |                         | De Vlieger, Jaliens, Van Nieuwstadt (Wau/83), Janssens, Mathijsen, Landzaat, Victoria, Van der Gun, Ceesay, Sjoekov (Mghizrat/67), Sektioui (Mathijssen/78) | Aerts, Keller, Oliseh, Nascimento (Piqué/46), Fleur, De Graaf, Hellemons, Maseland, Wooter, Vos, Den Ouden |  |
|                                                                                      |                                                                        |           |                         | | |  |

| 26 oktober 2002, 20u00                                                           | Feyenoord | 5-1 (2-1) | Willem II                  | Opstelling Feyenoord                                                                                                | Opstelling Willem II |  |
| Stadion: De Kuip, Rotterdam Toeschouwers: 44.000 Scheidsrechter: Dick van Egmond | '16 Paul Bosvelt 1-0 '44 Salomon Kalou 2-1 '48 Anthony Lurling 3-1 '51 Song Chong-Gug 4-1 '66 Anthony Lurling 5-1 |           | 1-1 Cedric van der Gun '40 | Zoetebier, Song, Van Wonderen, Paauwe, Rząsa, Emerton, Bosvelt (Gyan/76), Ono, Kalou, Buffel (Bombarda/67), Lurling | De Vlieger, Jaliens , Van Nieuwstadt (Wau/49), Janssens, Mathijsen, Landzaat, Van der Gun, Victoria, Ceesay , Sjoekov (Mghizrat/76), Sektioui (Mariana/61) |  |
| Stadion: De Kuip, Rotterdam Toeschouwers: 44.000 Scheidsrechter: Dick van Egmond | |           |                            | Zoetebier, Song, Van Wonderen, Paauwe, Rząsa, Emerton, Bosvelt (Gyan/76), Ono, Kalou, Buffel (Bombarda/67), Lurling | De Vlieger, Jaliens , Van Nieuwstadt (Wau/49), Janssens, Mathijsen, Landzaat, Van der Gun, Victoria, Ceesay , Sjoekov (Mghizrat/76), Sektioui (Mariana/61) |  |
| Stadion: De Kuip, Rotterdam Toeschouwers: 44.000 Scheidsrechter: Dick van Egmond | |           |                            | Zoetebier, Song, Van Wonderen, Paauwe, Rząsa, Emerton, Bosvelt (Gyan/76), Ono, Kalou, Buffel (Bombarda/67), Lurling | De Vlieger, Jaliens , Van Nieuwstadt (Wau/49), Janssens, Mathijsen, Landzaat, Van der Gun, Victoria, Ceesay , Sjoekov (Mghizrat/76), Sektioui (Mariana/61) |  |
|                                                                                  | |           |                            | | |  |

#### November 2002
| 3 november 2002, 14u30                                                            | AFC Ajax                                                                | 3-0 (1-0) | Willem II | Opstelling AFC Ajax | Opstelling Willem II |  |
| Stadion: Amsterdam ArenA, Amsterdam Toeschouwers: 48.248 Scheidsrechter: Dick Jol | '9 Ahmed Hossam 1-0 '73 Rafael van der Vaart 2-0 '88 Steven Pienaar 3-0 |           |           | Didulica, Trabelsi, Bergdølmo, Van Damme, Maxwell, De Jong, Galásek, Van der Vaart (Ibrahimović/74), Van der Meyde (Witschge/46), Hossam, Sikora (Pienaar/67) | De Vlieger, Jaliens, Van Nieuwstadt, Janssens, Mathijsen, Landzaat, Mathijssen, Victoria (Mghizrat/72), Mariana (Sjoekov/72), Van der Gun, Sektioui |  |
| Stadion: Amsterdam ArenA, Amsterdam Toeschouwers: 48.248 Scheidsrechter: Dick Jol |                                                                         |           |           | Didulica, Trabelsi, Bergdølmo, Van Damme, Maxwell, De Jong, Galásek, Van der Vaart (Ibrahimović/74), Van der Meyde (Witschge/46), Hossam, Sikora (Pienaar/67) | De Vlieger, Jaliens, Van Nieuwstadt, Janssens, Mathijsen, Landzaat, Mathijssen, Victoria (Mghizrat/72), Mariana (Sjoekov/72), Van der Gun, Sektioui |  |
| Stadion: Amsterdam ArenA, Amsterdam Toeschouwers: 48.248 Scheidsrechter: Dick Jol |                                                                         |           |           | Didulica, Trabelsi, Bergdølmo, Van Damme, Maxwell, De Jong, Galásek, Van der Vaart (Ibrahimović/74), Van der Meyde (Witschge/46), Hossam, Sikora (Pienaar/67) | De Vlieger, Jaliens, Van Nieuwstadt, Janssens, Mathijsen, Landzaat, Mathijssen, Victoria (Mghizrat/72), Mariana (Sjoekov/72), Van der Gun, Sektioui |  |
|                                                                                   |                                                                         |           |           | | |  |

| 9 november 2002, 19u30                                                               | Willem II              | 1-3 (1-2) | Vitesse                                                                  | Opstelling Willem II | Opstelling Vitesse |  |
| Stadion: Willem II Stadion, Tilburg Toeschouwers: 13.400 Scheidsrechter: Ruud Bossen | '31 Chris Janssens 1-1 |           | 0-1 Evgeniy Levchenko '21/pen 1-2 Marian Zeman '37 1-3 Matthew Amoah '89 | De Vlieger, Jaliens (Simons/76), Van Nieuwstadt, Janssens, Mathijsen, Landzaat, Victoria (Mathijssen/46), Van der Gun, Mghizrat (Caluwé/55), Sjoekov, Sektioui | Jevrić, Rankovic, Cornelisse, Zeman, Fränkel, Riga (Mbamba/89), Janssen, Levchenko (Dingsdag/85), Claessens, Peeters, Amoah |  |
| Stadion: Willem II Stadion, Tilburg Toeschouwers: 13.400 Scheidsrechter: Ruud Bossen |                        |           |                                                                          | De Vlieger, Jaliens (Simons/76), Van Nieuwstadt, Janssens, Mathijsen, Landzaat, Victoria (Mathijssen/46), Van der Gun, Mghizrat (Caluwé/55), Sjoekov, Sektioui | Jevrić, Rankovic, Cornelisse, Zeman, Fränkel, Riga (Mbamba/89), Janssen, Levchenko (Dingsdag/85), Claessens, Peeters, Amoah |  |
| Stadion: Willem II Stadion, Tilburg Toeschouwers: 13.400 Scheidsrechter: Ruud Bossen |                        |           |                                                                          | De Vlieger, Jaliens (Simons/76), Van Nieuwstadt, Janssens, Mathijsen, Landzaat, Victoria (Mathijssen/46), Van der Gun, Mghizrat (Caluwé/55), Sjoekov, Sektioui | Jevrić, Rankovic, Cornelisse, Zeman, Fränkel, Riga (Mbamba/89), Janssen, Levchenko (Dingsdag/85), Claessens, Peeters, Amoah |  |
|                                                                                      |                        |           |                                                                          | | |  |

| 15 november 2002, 20u00                                                                 | Willem II | 0-1 (0-1) | RKC Waalwijk           | Opstelling Willem II | Opstelling RKC Waalwijk |  |
| Stadion: Willem II Stadion, Tilburg Toeschouwers: 13.800 Scheidsrechter: Eric Braamhaar |           |           | 0-1 Yuri Cornelisse '4 | Martin, Wau , Van Nieuwstadt, Janssens, Mathijsen, Landzaat, Mathijssen (Caluwé/46), Van der Gun, Ceesay , Sjoekov (Mariana/81), Sektioui (Simons/72) | Van Dijk, Boulahrouz, Nikiforov, Van den Berg, Greene, Molhoek (Van Wanrooy/76), Van Diemen, De Graef, Cornelisse, Janssen (Putter/60), Hoogendorp (Teixeira/89) |  |
| Stadion: Willem II Stadion, Tilburg Toeschouwers: 13.800 Scheidsrechter: Eric Braamhaar |           |           |                        | Martin, Wau , Van Nieuwstadt, Janssens, Mathijsen, Landzaat, Mathijssen (Caluwé/46), Van der Gun, Ceesay , Sjoekov (Mariana/81), Sektioui (Simons/72) | Van Dijk, Boulahrouz, Nikiforov, Van den Berg, Greene, Molhoek (Van Wanrooy/76), Van Diemen, De Graef, Cornelisse, Janssen (Putter/60), Hoogendorp (Teixeira/89) |  |
| Stadion: Willem II Stadion, Tilburg Toeschouwers: 13.800 Scheidsrechter: Eric Braamhaar |           |           |                        | Martin, Wau , Van Nieuwstadt, Janssens, Mathijsen, Landzaat, Mathijssen (Caluwé/46), Van der Gun, Ceesay , Sjoekov (Mariana/81), Sektioui (Simons/72) | Van Dijk, Boulahrouz, Nikiforov, Van den Berg, Greene, Molhoek (Van Wanrooy/76), Van Diemen, De Graef, Cornelisse, Janssen (Putter/60), Hoogendorp (Teixeira/89) |  |
|                                                                                         |           |           |                        | | |  |

| 22 november 2002, 20u00                                                                | SBV Excelsior | 0-3 (0-1) | Willem II                                                           | Opstelling SBV Excelsior | Opstelling Willem II |  |
| Stadion: Stadion Woudestein, Rotterdam Toeschouwers: 3.000 Scheidsrechter: Ger Buiting |               |           | 0-1 Dmitri Sjoekov '24 0-2 Mourad Mghizrat '81 0-3 Jatto Ceesay '90 | Małkowski, Swerts, Olfers, Sprockel (El Hamdaoui/61), Bastos, Boussatta (Koswal/61), Breuer (Buijs/30), Boutahar, Pinas, Lopes, Mtiliga | De Vlieger, Wau, Jaliens, Janssens, Mathijsen , Landzaat, Van der Gun (Caluwé/59), Victoria , Ceesay, Sjoekov (Mariana/76), Sektioui (Mghizrat/46) |  |
| Stadion: Stadion Woudestein, Rotterdam Toeschouwers: 3.000 Scheidsrechter: Ger Buiting |               |           |                                                                     | Małkowski, Swerts, Olfers, Sprockel (El Hamdaoui/61), Bastos, Boussatta (Koswal/61), Breuer (Buijs/30), Boutahar, Pinas, Lopes, Mtiliga | De Vlieger, Wau, Jaliens, Janssens, Mathijsen , Landzaat, Van der Gun (Caluwé/59), Victoria , Ceesay, Sjoekov (Mariana/76), Sektioui (Mghizrat/46) |  |
| Stadion: Stadion Woudestein, Rotterdam Toeschouwers: 3.000 Scheidsrechter: Ger Buiting |               |           |                                                                     | Małkowski, Swerts, Olfers, Sprockel (El Hamdaoui/61), Bastos, Boussatta (Koswal/61), Breuer (Buijs/30), Boutahar, Pinas, Lopes, Mtiliga | De Vlieger, Wau, Jaliens, Janssens, Mathijsen , Landzaat, Van der Gun (Caluwé/59), Victoria , Ceesay, Sjoekov (Mariana/76), Sektioui (Mghizrat/46) |  |
|                                                                                        |               |           |                                                                     | | |  |

| 30 november 2002, 19u30                                                               | PSV                                        | 2-1 (0-1) | Willem II                  | Opstelling PSV | Opstelling Willem II |  |
| Stadion: Philips Stadion, Eindhoven Toeschouwers: 33.400 Scheidsrechter: Hugo Luijten | '14 Jan Vennegoor of H. 1-0 '45 Kežman 2-0 |           | 2-1 Cedric van der Gun '47 | Waterreus, Lucius, Ooijer , Addo, Bouma, Rommedahl, Van der Schaaf, Vogel, Robben, Vennegoor of Hesselink , Kežman | De Vlieger , Wau , Jaliens, Janssens, Mathijsen, Landzaat, Caluwé (Van der Gun/46), Victoria , Ceesay , Sjoekov (Mathijssen/29), Sektioui (Simons/71) |  |
| Stadion: Philips Stadion, Eindhoven Toeschouwers: 33.400 Scheidsrechter: Hugo Luijten |                                            |           |                            | Waterreus, Lucius, Ooijer , Addo, Bouma, Rommedahl, Van der Schaaf, Vogel, Robben, Vennegoor of Hesselink , Kežman | De Vlieger , Wau , Jaliens, Janssens, Mathijsen, Landzaat, Caluwé (Van der Gun/46), Victoria , Ceesay , Sjoekov (Mathijssen/29), Sektioui (Simons/71) |  |
| Stadion: Philips Stadion, Eindhoven Toeschouwers: 33.400 Scheidsrechter: Hugo Luijten |                                            |           |                            | Waterreus, Lucius, Ooijer , Addo, Bouma, Rommedahl, Van der Schaaf, Vogel, Robben, Vennegoor of Hesselink , Kežman | De Vlieger , Wau , Jaliens, Janssens, Mathijsen, Landzaat, Caluwé (Van der Gun/46), Victoria , Ceesay , Sjoekov (Mathijssen/29), Sektioui (Simons/71) |  |
|                                                                                       |                                            |           |                            | | |  |

#### December 2002
| 7 december 2002, 19u30                                                                 | Willem II                                                             | 3-1 (1-0) | AZ                       | Opstelling Willem II | Opstelling AZ |  |
| Stadion: Willem II Stadion, Tilburg Toeschouwers: 12.700 Scheidsrechter: Roelof Luinge | '21 James Quinn 1-0 '48/pen Denny Landzaat 2-0 '80 Dmitri Sjoekov 3-1 |           | 2-1 Martijn Meerdink '69 | De Vlieger, Jaliens, Van Nieuwstadt (Wau/22, Caluwé/60), Janssens , Mathijsen, Landzaat, Mathijssen, Van der Gun, Mghizrat (Mariana/46), Quinn , Sjoekov | Zwarthoed, Kromkamp, Wijker , Opdam , De Cler , Wolters, Lindenbergh, Van Galen (Pérez/80), Meerdink , Nelisse, Buskermolen |  |
| Stadion: Willem II Stadion, Tilburg Toeschouwers: 12.700 Scheidsrechter: Roelof Luinge |                                                                       |           |                          | De Vlieger, Jaliens, Van Nieuwstadt (Wau/22, Caluwé/60), Janssens , Mathijsen, Landzaat, Mathijssen, Van der Gun, Mghizrat (Mariana/46), Quinn , Sjoekov | Zwarthoed, Kromkamp, Wijker , Opdam , De Cler , Wolters, Lindenbergh, Van Galen (Pérez/80), Meerdink , Nelisse, Buskermolen |  |
| Stadion: Willem II Stadion, Tilburg Toeschouwers: 12.700 Scheidsrechter: Roelof Luinge |                                                                       |           |                          | De Vlieger, Jaliens, Van Nieuwstadt (Wau/22, Caluwé/60), Janssens , Mathijsen, Landzaat, Mathijssen, Van der Gun, Mghizrat (Mariana/46), Quinn , Sjoekov | Zwarthoed, Kromkamp, Wijker , Opdam , De Cler , Wolters, Lindenbergh, Van Galen (Pérez/80), Meerdink , Nelisse, Buskermolen |  |
|                                                                                        |                                                                       |           |                          | | |  |

| 14 december 2002, 19u30                                                                 | De Graafschap        | 1-1 (0-1) | Willem II                 | Opstelling De Graafschap | Opstelling Willem II |  |
| Stadion: De Vijverberg, Doetinchem Toeschouwers: 10.400 Scheidsrechter: Jack van Hulten | '75 Davy Zafarin 1-1 |           | 0-1 Cedric van der Gun '1 | Wevers , Bot, Berck Beelenkamp, Bakens, Hermans, Van Leerdam (Turpijn/88), Smit, Hertog (Van der Kruis/66 ), Zafarin, Van de Haar, Valjejev (Schulp/46) | De Vlieger, Jaliens, Janssens, Mathijsen, Mariana, Landzaat, Van der Gun (Simons/83), Mathijssen (Wau/90), Mghizrat (Victoria/64), Quinn , Sjoekov |  |
| Stadion: De Vijverberg, Doetinchem Toeschouwers: 10.400 Scheidsrechter: Jack van Hulten |                      |           |                           | Wevers , Bot, Berck Beelenkamp, Bakens, Hermans, Van Leerdam (Turpijn/88), Smit, Hertog (Van der Kruis/66 ), Zafarin, Van de Haar, Valjejev (Schulp/46) | De Vlieger, Jaliens, Janssens, Mathijsen, Mariana, Landzaat, Van der Gun (Simons/83), Mathijssen (Wau/90), Mghizrat (Victoria/64), Quinn , Sjoekov |  |
| Stadion: De Vijverberg, Doetinchem Toeschouwers: 10.400 Scheidsrechter: Jack van Hulten |                      |           |                           | Wevers , Bot, Berck Beelenkamp, Bakens, Hermans, Van Leerdam (Turpijn/88), Smit, Hertog (Van der Kruis/66 ), Zafarin, Van de Haar, Valjejev (Schulp/46) | De Vlieger, Jaliens, Janssens, Mathijsen, Mariana, Landzaat, Van der Gun (Simons/83), Mathijssen (Wau/90), Mghizrat (Victoria/64), Quinn , Sjoekov |  |
|                                                                                         |                      |           |                           | | |  |

| 21 december 2002, 19u30                                                              | Willem II              | 1-0 (0-0) | FC Groningen | Opstelling Willem II | Opstelling FC Groningen |  |
| Stadion: Willem II Stadion, Tilburg Toeschouwers: 12.850 Scheidsrechter: Peter Oskam | '48 Denny Landzaat 1-0 |           |              | De Vlieger, Jaliens, Janssens (Victoria/54), Mathijsen, Mariana, Landzaat, Mathijssen, Van der Gun, Ceesay, Simons (Caluwé/67), Sektioui (Özkaya/86) | Beukenkamp, Elshot, Boekweg, Broerse , Florén, Matthijs (Hugo/74), Hoogstrate (Bronkhorst/82 ), Van Gessel, Krstev (Ikedia/46), Drent, Salmon |  |
| Stadion: Willem II Stadion, Tilburg Toeschouwers: 12.850 Scheidsrechter: Peter Oskam |                        |           |              | De Vlieger, Jaliens, Janssens (Victoria/54), Mathijsen, Mariana, Landzaat, Mathijssen, Van der Gun, Ceesay, Simons (Caluwé/67), Sektioui (Özkaya/86) | Beukenkamp, Elshot, Boekweg, Broerse , Florén, Matthijs (Hugo/74), Hoogstrate (Bronkhorst/82 ), Van Gessel, Krstev (Ikedia/46), Drent, Salmon |  |
| Stadion: Willem II Stadion, Tilburg Toeschouwers: 12.850 Scheidsrechter: Peter Oskam |                        |           |              | De Vlieger, Jaliens, Janssens (Victoria/54), Mathijsen, Mariana, Landzaat, Mathijssen, Van der Gun, Ceesay, Simons (Caluwé/67), Sektioui (Özkaya/86) | Beukenkamp, Elshot, Boekweg, Broerse , Florén, Matthijs (Hugo/74), Hoogstrate (Bronkhorst/82 ), Van Gessel, Krstev (Ikedia/46), Drent, Salmon |  |
|                                                                                      |                        |           |              | | |  |

#### Februari 2003
| 2 februari 2003, 14u30                                                                | Willem II | 0-6 (0-3) | AFC Ajax | Opstelling Willem II | Opstelling AFC Ajax |  |
| Stadion: Willem II Stadion, Tilburg Toeschouwers: 14.700 Scheidsrechter: Jan Wegereef |           |           | 0-1 Andy van der Meyde '8 0-2 Zlatan Ibrahimović '13 0-3 Cristian Chivu '29/pen 0-4 Tomáš Galásek '46 0-5 Zlatan Ibrahimović '65 0-6 Ahmed Hossam '79 | De Vlieger, Jaliens, Victoria (Mariana/46), Janssens , Mathijsen, Landzaat, Mathijssen, Caluwé (Hadouir/69), Ceesay, Simons, Van der Gun | Lobonţ, Trabelsi, Pasanen, Chivu, Van Damme , Galásek (Seedorf/67), Sneijder, Maxwell, Pienaar (Boukhari/80), Ibrahimović (Hossam/67), Van der Meyde |  |
| Stadion: Willem II Stadion, Tilburg Toeschouwers: 14.700 Scheidsrechter: Jan Wegereef |           |           | | De Vlieger, Jaliens, Victoria (Mariana/46), Janssens , Mathijsen, Landzaat, Mathijssen, Caluwé (Hadouir/69), Ceesay, Simons, Van der Gun | Lobonţ, Trabelsi, Pasanen, Chivu, Van Damme , Galásek (Seedorf/67), Sneijder, Maxwell, Pienaar (Boukhari/80), Ibrahimović (Hossam/67), Van der Meyde |  |
| Stadion: Willem II Stadion, Tilburg Toeschouwers: 14.700 Scheidsrechter: Jan Wegereef |           |           | | De Vlieger, Jaliens, Victoria (Mariana/46), Janssens , Mathijsen, Landzaat, Mathijssen, Caluwé (Hadouir/69), Ceesay, Simons, Van der Gun | Lobonţ, Trabelsi, Pasanen, Chivu, Van Damme , Galásek (Seedorf/67), Sneijder, Maxwell, Pienaar (Boukhari/80), Ibrahimović (Hossam/67), Van der Meyde |  |
|                                                                                       |           |           | | | |  |

| 7 februari 2003, 20u00                                                               | FC Zwolle | 0-3 (0-2) | Willem II                                                           | Opstelling FC Zwolle | Opstelling Willem II |  |
| Stadion: Oosterenkstadion, Zwolle Toeschouwers: 4.500 Scheidsrechter: Eric Braamhaar |           |           | 0-1 James Quinn '13 0-2 Cedric van der Gun '45 0-3 Jatto Ceesay '78 | Van der Werff, Doesburg, Kras, Richard Roelofsen , Van der Haar, Marco Roelofsen (Lim-Duan/46), Schops, De Ridder (Karlsen/31), Bosschaart (Zuurman/71), Promes, Van Beukering | De Vlieger, Wau, Jaliens, Van de Meerakker, Mathijsen, Landzaat, Van der Gun, Mariana (Mathijssen/47), Ceesay, Quinn (Simons/79), Sjoekov (Caluwé/82) |  |
| Stadion: Oosterenkstadion, Zwolle Toeschouwers: 4.500 Scheidsrechter: Eric Braamhaar |           |           |                                                                     | Van der Werff, Doesburg, Kras, Richard Roelofsen , Van der Haar, Marco Roelofsen (Lim-Duan/46), Schops, De Ridder (Karlsen/31), Bosschaart (Zuurman/71), Promes, Van Beukering | De Vlieger, Wau, Jaliens, Van de Meerakker, Mathijsen, Landzaat, Van der Gun, Mariana (Mathijssen/47), Ceesay, Quinn (Simons/79), Sjoekov (Caluwé/82) |  |
| Stadion: Oosterenkstadion, Zwolle Toeschouwers: 4.500 Scheidsrechter: Eric Braamhaar |           |           |                                                                     | Van der Werff, Doesburg, Kras, Richard Roelofsen , Van der Haar, Marco Roelofsen (Lim-Duan/46), Schops, De Ridder (Karlsen/31), Bosschaart (Zuurman/71), Promes, Van Beukering | De Vlieger, Wau, Jaliens, Van de Meerakker, Mathijsen, Landzaat, Van der Gun, Mariana (Mathijssen/47), Ceesay, Quinn (Simons/79), Sjoekov (Caluwé/82) |  |
|                                                                                      |           |           |                                                                     | | |  |

| 15 februari 2003, 19u30                                                                  | Willem II | 5-0 (2-0) | Roda JC | Opstelling Willem II | Opstelling Roda JC |  |
| Stadion: Willem II Stadion, Tilburg Toeschouwers: 13.250 Scheidsrechter: Dick van Egmond | '20 Jatto Ceesay 1-0 '27 James Quinn 2-0 '48 Denny Landzaat 3-0 '64 Dmitri Sjoekov 4-0 '74 Dmitri Sjoekov 5-0 |           |         | De Vlieger, Wau, Jaliens, Janssens, Mathijsen, Landzaat, Mathijssen, Van der Gun (Caluwé/46), Ceesay (Mghizrat/75), Quinn (Simons/81), Sjoekov | Roorda, Sonkaya , Addo (Cristiano/59), Luijpers, Filipović, Vicelich, Van Dijk, Sergio (Van Dessel/80), Sonko, Anastasiou, Soetaers |  |
| Stadion: Willem II Stadion, Tilburg Toeschouwers: 13.250 Scheidsrechter: Dick van Egmond | |           |         | De Vlieger, Wau, Jaliens, Janssens, Mathijsen, Landzaat, Mathijssen, Van der Gun (Caluwé/46), Ceesay (Mghizrat/75), Quinn (Simons/81), Sjoekov | Roorda, Sonkaya , Addo (Cristiano/59), Luijpers, Filipović, Vicelich, Van Dijk, Sergio (Van Dessel/80), Sonko, Anastasiou, Soetaers |  |
| Stadion: Willem II Stadion, Tilburg Toeschouwers: 13.250 Scheidsrechter: Dick van Egmond | |           |         | De Vlieger, Wau, Jaliens, Janssens, Mathijsen, Landzaat, Mathijssen, Van der Gun (Caluwé/46), Ceesay (Mghizrat/75), Quinn (Simons/81), Sjoekov | Roorda, Sonkaya , Addo (Cristiano/59), Luijpers, Filipović, Vicelich, Van Dijk, Sergio (Van Dessel/80), Sonko, Anastasiou, Soetaers |  |
|                                                                                          | |           |         | | |  |

| 25 februari 2003, 20u00                                                     | N.E.C.             | 1-0 (1-0) | Willem II | Opstelling N.E.C. | Opstelling Willem II |  |
| Stadion: De Goffert, Nijmegen Toeschouwers: 10.250 Scheidsrechter: Dick Jol | '45 Patrick Ax 1-0 |           |           | Gentenaar, Wielaert, Wisgerhof, Hesp, Leiwakabessy, Schuurman, Govedarica, Zonneveld, Hersi (Šimr/84), Demouge (Tumba/66), Ax | De Vlieger, Wau (Simons/69), Jaliens , Mathijsen, Mariana, Landzaat , Van der Gun (Caluwé/74), Mathijssen, Ceesay, Quinn, Sjoekov (Mghizrat/46) |  |
| Stadion: De Goffert, Nijmegen Toeschouwers: 10.250 Scheidsrechter: Dick Jol |                    |           |           | Gentenaar, Wielaert, Wisgerhof, Hesp, Leiwakabessy, Schuurman, Govedarica, Zonneveld, Hersi (Šimr/84), Demouge (Tumba/66), Ax | De Vlieger, Wau (Simons/69), Jaliens , Mathijsen, Mariana, Landzaat , Van der Gun (Caluwé/74), Mathijssen, Ceesay, Quinn, Sjoekov (Mghizrat/46) |  |
| Stadion: De Goffert, Nijmegen Toeschouwers: 10.250 Scheidsrechter: Dick Jol |                    |           |           | Gentenaar, Wielaert, Wisgerhof, Hesp, Leiwakabessy, Schuurman, Govedarica, Zonneveld, Hersi (Šimr/84), Demouge (Tumba/66), Ax | De Vlieger, Wau (Simons/69), Jaliens , Mathijsen, Mariana, Landzaat , Van der Gun (Caluwé/74), Mathijssen, Ceesay, Quinn, Sjoekov (Mghizrat/46) |  |
|                                                                             |                    |           |           | | |  |

| 28 februari 2003, 20u00                                                                  | RBC Roosendaal        | 1-0 (0-0) | Willem II | Opstelling RBC Roosendaal | Opstelling Willem II |  |
| Stadion: Vast & Goed Stadion, Roosendaal Toeschouwers: 5.000 Scheidsrechter: Peter Oskam | '61 Ebrima Sillah 1-0 |           |           | De Ron, Hellemons, Oliseh, Nascimento (Daelemans/90), Fleur (Maseland/90), Heije (Keller/46), De Graaf , Tininho, Den Ouden, Vos, Sillah | De Vlieger, Wau, Van Nieuwstadt , Janssens , Mathijsen, Landzaat, Van der Gun, Mathijssen , Ceesay (Caluwé/80), Quinn (Simons/72), Hadouir (Mghizrat/46) |  |
| Stadion: Vast & Goed Stadion, Roosendaal Toeschouwers: 5.000 Scheidsrechter: Peter Oskam |                       |           |           | De Ron, Hellemons, Oliseh, Nascimento (Daelemans/90), Fleur (Maseland/90), Heije (Keller/46), De Graaf , Tininho, Den Ouden, Vos, Sillah | De Vlieger, Wau, Van Nieuwstadt , Janssens , Mathijsen, Landzaat, Van der Gun, Mathijssen , Ceesay (Caluwé/80), Quinn (Simons/72), Hadouir (Mghizrat/46) |  |
| Stadion: Vast & Goed Stadion, Roosendaal Toeschouwers: 5.000 Scheidsrechter: Peter Oskam |                       |           |           | De Ron, Hellemons, Oliseh, Nascimento (Daelemans/90), Fleur (Maseland/90), Heije (Keller/46), De Graaf , Tininho, Den Ouden, Vos, Sillah | De Vlieger, Wau, Van Nieuwstadt , Janssens , Mathijsen, Landzaat, Van der Gun, Mathijssen , Ceesay (Caluwé/80), Quinn (Simons/72), Hadouir (Mghizrat/46) |  |
|                                                                                          |                       |           |           | | |  |

#### Maart 2003
| 8 maart 2003, 19u30                                                                      | Willem II              | 1-2 (0-2) | FC Twente                               | Opstelling Willem II | Opstelling FC Twente |  |
| Stadion: Willem II Stadion, Tilburg Toeschouwers: 13.500 Scheidsrechter: Dick van Egmond | '90 Dmitri Sjoekov 1-2 |           | 0-1 Sjaak Polak '8 0-2 Ellery Cairo '31 | De Vlieger, Wau , Jaliens, Janssens (Van de Meerakker/28, Caluwé/82), Mathijsen, Landzaat, Mathijssen (Simons/68), Van der Gun, Ceesay, Quinn, Sjoekov | Boschker, El Brazi, Pothuizen, Grujić (Zomer/46 ), Heubach, Ouédraogo, Cziommer, Polak (Van der Doelen/82), Cairo, Cavens, De Visscher (Van de Paar/72) |  |
| Stadion: Willem II Stadion, Tilburg Toeschouwers: 13.500 Scheidsrechter: Dick van Egmond |                        |           |                                         | De Vlieger, Wau , Jaliens, Janssens (Van de Meerakker/28, Caluwé/82), Mathijsen, Landzaat, Mathijssen (Simons/68), Van der Gun, Ceesay, Quinn, Sjoekov | Boschker, El Brazi, Pothuizen, Grujić (Zomer/46 ), Heubach, Ouédraogo, Cziommer, Polak (Van der Doelen/82), Cairo, Cavens, De Visscher (Van de Paar/72) |  |
| Stadion: Willem II Stadion, Tilburg Toeschouwers: 13.500 Scheidsrechter: Dick van Egmond |                        |           |                                         | De Vlieger, Wau , Jaliens, Janssens (Van de Meerakker/28, Caluwé/82), Mathijsen, Landzaat, Mathijssen (Simons/68), Van der Gun, Ceesay, Quinn, Sjoekov | Boschker, El Brazi, Pothuizen, Grujić (Zomer/46 ), Heubach, Ouédraogo, Cziommer, Polak (Van der Doelen/82), Cairo, Cavens, De Visscher (Van de Paar/72) |  |
|                                                                                          |                        |           |                                         | | |  |

| 16 maart 2003, 14u30                                                                     | FC Groningen          | 1-1 (0-0) | Willem II        | Opstelling FC Groningen | Opstelling Willem II |  |
| Stadion: Stadion Oosterpark, Groningen Toeschouwers: 12.460 Scheidsrechter: Jan Wegereef | '90 Paul Matthijs 1-1 |           | 0-1 Mghizrat '77 | Beukenkamp, Elshot, Boekweg, Broerse (Tuhuteru/80), Florén, Matthijs, Krstev (Hoogstrate/46 ), Van Gessel, Ikedia, Drent (Salmon/71), Landerl | De Vlieger, Wau, Jaliens, Van de Meerakker, Mathijsen, Landzaat, Van der Gun (Caluwé/71), Mathijssen, Ceesay, Quinn (Simons/61), Sjoekov (Mghizrat/75) |  |
| Stadion: Stadion Oosterpark, Groningen Toeschouwers: 12.460 Scheidsrechter: Jan Wegereef |                       |           |                  | Beukenkamp, Elshot, Boekweg, Broerse (Tuhuteru/80), Florén, Matthijs, Krstev (Hoogstrate/46 ), Van Gessel, Ikedia, Drent (Salmon/71), Landerl | De Vlieger, Wau, Jaliens, Van de Meerakker, Mathijsen, Landzaat, Van der Gun (Caluwé/71), Mathijssen, Ceesay, Quinn (Simons/61), Sjoekov (Mghizrat/75) |  |
| Stadion: Stadion Oosterpark, Groningen Toeschouwers: 12.460 Scheidsrechter: Jan Wegereef |                       |           |                  | Beukenkamp, Elshot, Boekweg, Broerse (Tuhuteru/80), Florén, Matthijs, Krstev (Hoogstrate/46 ), Van Gessel, Ikedia, Drent (Salmon/71), Landerl | De Vlieger, Wau, Jaliens, Van de Meerakker, Mathijsen, Landzaat, Van der Gun (Caluwé/71), Mathijssen, Ceesay, Quinn (Simons/61), Sjoekov (Mghizrat/75) |  |
|                                                                                          |                       |           |                  | | |  |

| 23 maart 2003, 14u30                                                                   | NAC Breda | 0-0 | Willem II | Opstelling NAC Breda | Opstelling Willem II |  |
| Stadion: Rat Verlegh Stadion, Breda Toeschouwers: 14.325 Scheidsrechter: Ben Haverkort |           |     |           | Babos, Colin, Schenning, Penders, Gudelj, Slot, Schreuder, Fehér (Van den Eede/73), Boussaboun (Diba/85), Engelaar, Bobson | De Vlieger, Wau, Jaliens, Van Nieuwstadt, Mathijsen, Landzaat, Van der Gun (Caluwé/46), Mathijssen (Janssens/76), Ceesay, Quinn (Simons/63), Sjoekov |  |
| Stadion: Rat Verlegh Stadion, Breda Toeschouwers: 14.325 Scheidsrechter: Ben Haverkort |           |     |           | Babos, Colin, Schenning, Penders, Gudelj, Slot, Schreuder, Fehér (Van den Eede/73), Boussaboun (Diba/85), Engelaar, Bobson | De Vlieger, Wau, Jaliens, Van Nieuwstadt, Mathijsen, Landzaat, Van der Gun (Caluwé/46), Mathijssen (Janssens/76), Ceesay, Quinn (Simons/63), Sjoekov |  |
| Stadion: Rat Verlegh Stadion, Breda Toeschouwers: 14.325 Scheidsrechter: Ben Haverkort |           |     |           | Babos, Colin, Schenning, Penders, Gudelj, Slot, Schreuder, Fehér (Van den Eede/73), Boussaboun (Diba/85), Engelaar, Bobson | De Vlieger, Wau, Jaliens, Van Nieuwstadt, Mathijsen, Landzaat, Van der Gun (Caluwé/46), Mathijssen (Janssens/76), Ceesay, Quinn (Simons/63), Sjoekov |  |
|                                                                                        |           |     |           | | |  |

#### April 2003
| 6 april 2003, 14u30                                                                    | Willem II              | 1-1 (0-0) | PSV                  | Opstelling Willem II | Opstelling PSV                                                                                                 |  |
| Stadion: Willem II Stadion, Tilburg Toeschouwers: 13.820 Scheidsrechter: Roelof Luinge | '62 Tarik Sektioui 1-1 |           | 0-1 Arjen Robben '55 | Martin, Wau , Jaliens, Van Nieuwstadt , Mathijsen, Landzaat, Caluwé (Van der Gun /70), Victoria, Ceesay, Sjoekov (Quinn/75), Sektioui (Janssens/89) | Waterreus, Lee, Ooijer, Faber, Heintze, Rommedahl, Van Bommel , Vogel, Robben, Kežman , Vennegoor of Hesselink |  |
| Stadion: Willem II Stadion, Tilburg Toeschouwers: 13.820 Scheidsrechter: Roelof Luinge |                        |           |                      | Martin, Wau , Jaliens, Van Nieuwstadt , Mathijsen, Landzaat, Caluwé (Van der Gun /70), Victoria, Ceesay, Sjoekov (Quinn/75), Sektioui (Janssens/89) | Waterreus, Lee, Ooijer, Faber, Heintze, Rommedahl, Van Bommel , Vogel, Robben, Kežman , Vennegoor of Hesselink |  |
| Stadion: Willem II Stadion, Tilburg Toeschouwers: 13.820 Scheidsrechter: Roelof Luinge |                        |           |                      | Martin, Wau , Jaliens, Van Nieuwstadt , Mathijsen, Landzaat, Caluwé (Van der Gun /70), Victoria, Ceesay, Sjoekov (Quinn/75), Sektioui (Janssens/89) | Waterreus, Lee, Ooijer, Faber, Heintze, Rommedahl, Van Bommel , Vogel, Robben, Kežman , Vennegoor of Hesselink |  |
|                                                                                        |                        |           |                      | | |  |

| 11 april 2003, 19u30                                                                    | FC Utrecht             | 1-1 (0-0) | Willem II              | Opstelling FC Utrecht | Opstelling Willem II |  |
| Stadion: Stadion Galgenwaard, Utrecht Toeschouwers: 12.500 Scheidsrechter: Rien Koopman | '81 Igor Gluščević 1-1 |           | 0-1 Denny Landzaat '31 | Wapenaar, Vreven , Schut, Zwaanswijk, Shew-Atjon (Zuidam/70), Jochemsen, De Jong (Gluščević/70), Bosschaart, Tanghe, Kuijt, Chaiat (Roiha/73) | Martin , Jaliens, Van Nieuwstadt, Janssens , Mathijsen, Landzaat, Caluwé (Mathijssen/81), Victoria, Ceesay (Mghizrat/67), Sjoekov (Quinn/74), Sektioui |  |
| Stadion: Stadion Galgenwaard, Utrecht Toeschouwers: 12.500 Scheidsrechter: Rien Koopman |                        |           |                        | Wapenaar, Vreven , Schut, Zwaanswijk, Shew-Atjon (Zuidam/70), Jochemsen, De Jong (Gluščević/70), Bosschaart, Tanghe, Kuijt, Chaiat (Roiha/73) | Martin , Jaliens, Van Nieuwstadt, Janssens , Mathijsen, Landzaat, Caluwé (Mathijssen/81), Victoria, Ceesay (Mghizrat/67), Sjoekov (Quinn/74), Sektioui |  |
| Stadion: Stadion Galgenwaard, Utrecht Toeschouwers: 12.500 Scheidsrechter: Rien Koopman |                        |           |                        | Wapenaar, Vreven , Schut, Zwaanswijk, Shew-Atjon (Zuidam/70), Jochemsen, De Jong (Gluščević/70), Bosschaart, Tanghe, Kuijt, Chaiat (Roiha/73) | Martin , Jaliens, Van Nieuwstadt, Janssens , Mathijsen, Landzaat, Caluwé (Mathijssen/81), Victoria, Ceesay (Mghizrat/67), Sjoekov (Quinn/74), Sektioui |  |
|                                                                                         |                        |           |                        | | |  |

| 19 april 2003, 19u30                                                              | Willem II                                                      | 3-0 (2-0) | De Graafschap | Opstelling Willem II | Opstelling De Graafschap |  |
| Stadion: Willem II Stadion, Tilburg Toeschouwers: 13.500 Scheidsrechter: Dick Jol | '4 Jatto Ceesay 1-0 '22 Kew Jaliens 2-0 '50 Dmitri Sjoekov 3-0 |           |               | De Vlieger, Wau, Jaliens (Mathijssen/89), Van Nieuwstadt, Mathijsen, Landzaat, Caluwé, Victoria (Quinn/64), Ceesay, Sjoekov (Van der Gun /74), Sektioui | Wevers, Bot, Berck Beelenkamp, Van Gastel (Yalcin/76), Van der Kruis, Hertog (Zafarin/46), Smit, Van Leerdam, Čulina , Van de Haar, Leonardo |  |
| Stadion: Willem II Stadion, Tilburg Toeschouwers: 13.500 Scheidsrechter: Dick Jol |                                                                |           |               | De Vlieger, Wau, Jaliens (Mathijssen/89), Van Nieuwstadt, Mathijsen, Landzaat, Caluwé, Victoria (Quinn/64), Ceesay, Sjoekov (Van der Gun /74), Sektioui | Wevers, Bot, Berck Beelenkamp, Van Gastel (Yalcin/76), Van der Kruis, Hertog (Zafarin/46), Smit, Van Leerdam, Čulina , Van de Haar, Leonardo |  |
| Stadion: Willem II Stadion, Tilburg Toeschouwers: 13.500 Scheidsrechter: Dick Jol |                                                                |           |               | De Vlieger, Wau, Jaliens (Mathijssen/89), Van Nieuwstadt, Mathijsen, Landzaat, Caluwé, Victoria (Quinn/64), Ceesay, Sjoekov (Van der Gun /74), Sektioui | Wevers, Bot, Berck Beelenkamp, Van Gastel (Yalcin/76), Van der Kruis, Hertog (Zafarin/46), Smit, Van Leerdam, Čulina , Van de Haar, Leonardo |  |
|                                                                                   |                                                                |           |               | | |  |

| 25 april 2003, 20u00                                                                     | RKC Waalwijk                                                       | 3-1 (1-0) | Willem II              | Opstelling RKC Waalwijk | Opstelling Willem II |  |
| Stadion: Mandemakers Stadion, Waalwijk Toeschouwers: 7.500 Scheidsrechter: Ben Haverkort | '4 Joeri Nikiforov 1-0 '89 Eddy Putter 2-1 '90 Rick Hoogendorp 3-1 |           | 1-1 Tarik Sektioui '72 | Van Dijk, Boulahrouz, Nikiforov, Van den Berg , Peppinck, Van Diemen, Fuchs (Putter/80), Petrović (Van der Leegte/71), Cornelisse, Redan (Oost/62), Hoogendorp | De Vlieger, Wau (Quinn/72), Van Nieuwstadt, Jaliens, Mathijsen, Landzaat, Caluwé, Victoria, Ceesay (Janssens/85), Sjoekov (Van der Gun/73), Sektioui |  |
| Stadion: Mandemakers Stadion, Waalwijk Toeschouwers: 7.500 Scheidsrechter: Ben Haverkort |                                                                    |           |                        | Van Dijk, Boulahrouz, Nikiforov, Van den Berg , Peppinck, Van Diemen, Fuchs (Putter/80), Petrović (Van der Leegte/71), Cornelisse, Redan (Oost/62), Hoogendorp | De Vlieger, Wau (Quinn/72), Van Nieuwstadt, Jaliens, Mathijsen, Landzaat, Caluwé, Victoria, Ceesay (Janssens/85), Sjoekov (Van der Gun/73), Sektioui |  |
| Stadion: Mandemakers Stadion, Waalwijk Toeschouwers: 7.500 Scheidsrechter: Ben Haverkort |                                                                    |           |                        | Van Dijk, Boulahrouz, Nikiforov, Van den Berg , Peppinck, Van Diemen, Fuchs (Putter/80), Petrović (Van der Leegte/71), Cornelisse, Redan (Oost/62), Hoogendorp | De Vlieger, Wau (Quinn/72), Van Nieuwstadt, Jaliens, Mathijsen, Landzaat, Caluwé, Victoria, Ceesay (Janssens/85), Sjoekov (Van der Gun/73), Sektioui |  |
|                                                                                          |                                                                    |           |                        | | |  |

#### Mei 2003
| 3 mei 2003, 19u30                                                                            | Willem II              | 1-5 (0-3) | sc Heerenveen | Opstelling Willem II | Opstelling sc Heerenveen |  |
| Stadion: Willem II Stadion, Tilburg Toeschouwers: 13.300 Scheidsrechter: Reinold Wiedemeijer | '65 Tarik Sektioui 1-5 |           | 0-1 John de Jong '12 0-2 John de Jong '17 0-3 Stefan Selakovic '31 0-4 Mika Nurmela '54 0-5 Stefan Selakovic '62 | De Vlieger, Wau, Jaliens, Van Nieuwstadt (Mathijssen/32), Mathijsen, Landzaat, Caluwé, Victoria , Ceesay (Quinn/46), Sjoekov (Van der Gun/75), Sektioui | Vonk, Bakkati, Radomski (Seip/68), Hansson (Hooiveld/87), Venema , Väyrynen, De Jong, Jensen, Nurmela , Selakovic, Denneboom (Samaras/75) |  |
| Stadion: Willem II Stadion, Tilburg Toeschouwers: 13.300 Scheidsrechter: Reinold Wiedemeijer |                        |           | | De Vlieger, Wau, Jaliens, Van Nieuwstadt (Mathijssen/32), Mathijsen, Landzaat, Caluwé, Victoria , Ceesay (Quinn/46), Sjoekov (Van der Gun/75), Sektioui | Vonk, Bakkati, Radomski (Seip/68), Hansson (Hooiveld/87), Venema , Väyrynen, De Jong, Jensen, Nurmela , Selakovic, Denneboom (Samaras/75) |  |
| Stadion: Willem II Stadion, Tilburg Toeschouwers: 13.300 Scheidsrechter: Reinold Wiedemeijer |                        |           | | De Vlieger, Wau, Jaliens, Van Nieuwstadt (Mathijssen/32), Mathijsen, Landzaat, Caluwé, Victoria , Ceesay (Quinn/46), Sjoekov (Van der Gun/75), Sektioui | Vonk, Bakkati, Radomski (Seip/68), Hansson (Hooiveld/87), Venema , Väyrynen, De Jong, Jensen, Nurmela , Selakovic, Denneboom (Samaras/75) |  |
|                                                                                              |                        |           | | | |  |

| 10 mei 2003, 20u00                                                                  | AZ                                                                    | 3-2 (0-1) | Willem II                                         | Opstelling AZ | Opstelling Willem II |  |
| Stadion: Alkmaarderhout, Alkmaar Toeschouwers: 7.326 Scheidsrechter: Eric Braamhaar | '63/pen Tim de Cler 1-1 '78 Ali El Khattabi 2-2 '89 Robin Nelisse 3-2 |           | 0-1 Tarik Sektioui '17 1-2 Jos van Nieuwstadt '75 | Zwarthoed, Lamey, Wijker (Nelisse/77), Opdam, De Cler, Kromkamp, Mans (Pérez/77), Van Galen, Meerdink (Reini/89), El Khattabi, Buskermolen | De Vlieger, Jaliens, Van Nieuwstadt, Janssens (Wau/83), Mathijsen , Landzaat, Caluwé (Van der Gun/69), Mariana (Simons/89), Ceesay , Sjoekov, Sektioui |  |
| Stadion: Alkmaarderhout, Alkmaar Toeschouwers: 7.326 Scheidsrechter: Eric Braamhaar |                                                                       |           |                                                   | Zwarthoed, Lamey, Wijker (Nelisse/77), Opdam, De Cler, Kromkamp, Mans (Pérez/77), Van Galen, Meerdink (Reini/89), El Khattabi, Buskermolen | De Vlieger, Jaliens, Van Nieuwstadt, Janssens (Wau/83), Mathijsen , Landzaat, Caluwé (Van der Gun/69), Mariana (Simons/89), Ceesay , Sjoekov, Sektioui |  |
| Stadion: Alkmaarderhout, Alkmaar Toeschouwers: 7.326 Scheidsrechter: Eric Braamhaar |                                                                       |           |                                                   | Zwarthoed, Lamey, Wijker (Nelisse/77), Opdam, De Cler, Kromkamp, Mans (Pérez/77), Van Galen, Meerdink (Reini/89), El Khattabi, Buskermolen | De Vlieger, Jaliens, Van Nieuwstadt, Janssens (Wau/83), Mathijsen , Landzaat, Caluwé (Van der Gun/69), Mariana (Simons/89), Ceesay , Sjoekov, Sektioui |  |
|                                                                                     |                                                                       |           |                                                   | | |  |

| 17 mei 2003, 19u30                                                                    | Willem II                                  | 2-1 (0-1) | SBV Excelsior         | Opstelling Willem II | Opstelling SBV Excelsior |  |
| Stadion: Willem II Stadion, Tilburg Toeschouwers: 13.000 Scheidsrechter: Rien Koopman | '63 Tarik Sektioui 1-1 '89 James Quinn 2-1 |           | 0-1 Saïd Boutahar '43 | De Vlieger, Wau, Jaliens, Van Nieuwstadt (Quinn/57), Mathijsen, Landzaat, Caluwé (Van der Gun/46), Victoria , Ceesay, Sjoekov (Simons/84), Sektioui | Varkevisser, Breuer, Olfers, De Haan, Swerts (Koswal/84), Buijs, Boutahar (Kim Nam-il/79), Bastos, Pinas (Holman/89), Nygaard, Mtiliga |  |
| Stadion: Willem II Stadion, Tilburg Toeschouwers: 13.000 Scheidsrechter: Rien Koopman |                                            |           |                       | De Vlieger, Wau, Jaliens, Van Nieuwstadt (Quinn/57), Mathijsen, Landzaat, Caluwé (Van der Gun/46), Victoria , Ceesay, Sjoekov (Simons/84), Sektioui | Varkevisser, Breuer, Olfers, De Haan, Swerts (Koswal/84), Buijs, Boutahar (Kim Nam-il/79), Bastos, Pinas (Holman/89), Nygaard, Mtiliga |  |
| Stadion: Willem II Stadion, Tilburg Toeschouwers: 13.000 Scheidsrechter: Rien Koopman |                                            |           |                       | De Vlieger, Wau, Jaliens, Van Nieuwstadt (Quinn/57), Mathijsen, Landzaat, Caluwé (Van der Gun/46), Victoria , Ceesay, Sjoekov (Simons/84), Sektioui | Varkevisser, Breuer, Olfers, De Haan, Swerts (Koswal/84), Buijs, Boutahar (Kim Nam-il/79), Bastos, Pinas (Holman/89), Nygaard, Mtiliga |  |
|                                                                                       |                                            |           |                       | | |  |

| 25 mei 2003, 14u30                                                                     | Willem II          | 1-1 (1-0) | Feyenoord                 | Opstelling Willem II | Opstelling Feyenoord |  |
| Stadion: Willem II Stadion, Tilburg Toeschouwers: 14.600 Scheidsrechter: Ben Haverkort | '7 James Quinn 1-0 |           | 1-1 Bonaventure Kalou '74 | De Vlieger, Wau, Jaliens, Van Nieuwstadt (Janssens/71), Mathijsen, Landzaat, Mariana (Caluwé/77), Victoria, Ceesay, Quinn (Van der Gun/83), Sektioui | Lodewijks, Emerton, Van Wonderen (Loovens/88), Paauwe, Rząsa, Pardo (Bombarda/62), Bosvelt, Acuña (Song/54), Kalou, Van Hooijdonk, Buffel |  |
| Stadion: Willem II Stadion, Tilburg Toeschouwers: 14.600 Scheidsrechter: Ben Haverkort |                    |           |                           | De Vlieger, Wau, Jaliens, Van Nieuwstadt (Janssens/71), Mathijsen, Landzaat, Mariana (Caluwé/77), Victoria, Ceesay, Quinn (Van der Gun/83), Sektioui | Lodewijks, Emerton, Van Wonderen (Loovens/88), Paauwe, Rząsa, Pardo (Bombarda/62), Bosvelt, Acuña (Song/54), Kalou, Van Hooijdonk, Buffel |  |
| Stadion: Willem II Stadion, Tilburg Toeschouwers: 14.600 Scheidsrechter: Ben Haverkort |                    |           |                           | De Vlieger, Wau, Jaliens, Van Nieuwstadt (Janssens/71), Mathijsen, Landzaat, Mariana (Caluwé/77), Victoria, Ceesay, Quinn (Van der Gun/83), Sektioui | Lodewijks, Emerton, Van Wonderen (Loovens/88), Paauwe, Rząsa, Pardo (Bombarda/62), Bosvelt, Acuña (Song/54), Kalou, Van Hooijdonk, Buffel |  |
|                                                                                        |                    |           |                           | | |  |

| 29 mei 2003, 14u30                                                          | Vitesse                                        | 2-0 (0-0) | Willem II | Opstelling Vitesse | Opstelling Willem II |  |
| Stadion: GelreDome, Arnhem Toeschouwers: 22.500 Scheidsrechter: Pieter Vink | '61/e.d. Kew Jaliens 1-0 '90 Matthew Amoah 2-0 |           |           | Jevrić, Cornelisse, Van Halst (Jansen/84), Stefanović, Fränkel, Ranković, Hofs (Levchenko/66), Janssen, Mbamba (Rojer/90), Amoah, Martel | De Vlieger, Wau (Simons/68), Jaliens, Van Nieuwstadt, Mathijsen, Landzaat, Victoria, Mariana, Ceesay (Mghizrat/46), Quinn (Caluwé/46), Sektioui |  |
| Stadion: GelreDome, Arnhem Toeschouwers: 22.500 Scheidsrechter: Pieter Vink |                                                |           |           | Jevrić, Cornelisse, Van Halst (Jansen/84), Stefanović, Fränkel, Ranković, Hofs (Levchenko/66), Janssen, Mbamba (Rojer/90), Amoah, Martel | De Vlieger, Wau (Simons/68), Jaliens, Van Nieuwstadt, Mathijsen, Landzaat, Victoria, Mariana, Ceesay (Mghizrat/46), Quinn (Caluwé/46), Sektioui |  |
| Stadion: GelreDome, Arnhem Toeschouwers: 22.500 Scheidsrechter: Pieter Vink |                                                |           |           | Jevrić, Cornelisse, Van Halst (Jansen/84), Stefanović, Fränkel, Ranković, Hofs (Levchenko/66), Janssen, Mbamba (Rojer/90), Amoah, Martel | De Vlieger, Wau (Simons/68), Jaliens, Van Nieuwstadt, Mathijsen, Landzaat, Victoria, Mariana, Ceesay (Mghizrat/46), Quinn (Caluwé/46), Sektioui |  |
|                                                                             |                                                |           |           | | |  |

#### Eindstand
| №  | Club           | WG | W  | G  | V  | DV | DT | +/– | Punten |
| -- | -------------- | -- | -- | -- | -- | -- | -- | --- | ------ |
|    | PSV            | 34 | 26 | 6  | 2  | 87 | 20 | +67 | 84     |
| 2  | Ajax           | 34 | 26 | 5  | 3  | 96 | 32 | +64 | 83     |
| 3  | Feyenoord      | 34 | 25 | 5  | 4  | 89 | 39 | +50 | 80     |
| 4  | NAC            | 34 | 13 | 13 | 8  | 42 | 31 | +11 | 52     |
| 5  | N.E.C.         | 34 | 14 | 9  | 11 | 41 | 40 | +1  | 51     |
| 6  | Roda JC        | 34 | 14 | 8  | 12 | 58 | 54 | +4  | 50     |
| 7  | sc Heerenveen  | 34 | 13 | 8  | 13 | 61 | 55 | +6  | 47     |
| 8  | FC Utrecht     | 34 | 12 | 11 | 11 | 49 | 49 | 0   | 47     |
| 9  | RKC Waalwijk   | 34 | 14 | 4  | 16 | 44 | 51 | –7  | 46     |
| 10 | AZ             | 34 | 12 | 8  | 14 | 50 | 69 | –19 | 44     |
| 11 | Willem II      | 34 | 11 | 9  | 14 | 48 | 51 | –3  | 42     |
| 12 | FC Twente      | 34 | 10 | 11 | 13 | 36 | 45 | –9  | 41     |
| 13 | RBC Roosendaal | 34 | 10 | 6  | 18 | 33 | 54 | –21 | 36     |
| 14 | Vitesse        | 34 | 8  | 9  | 17 | 37 | 51 | –14 | 33     |
| 15 | FC Groningen   | 34 | 7  | 11 | 16 | 28 | 44 | –16 | 32     |
| 16 | FC Zwolle      | 34 | 8  | 8  | 18 | 31 | 62 | –31 | 32     |
| 17 | Excelsior      | 34 | 5  | 8  | 21 | 38 | 72 | –34 | 23     |
| 18 | De Graafschap  | 34 | 6  | 5  | 23 | 35 | 84 | –49 | 23     |

#### Toeschouwers
| №      | Club           | Totaal    | Duels | Gem    | +/–    | Record |
| ------ | -------------- | --------- | ----- | ------ | ------ | ------ |
| 1      | Ajax           | 808.705   | 17    | 47.148 | +32,5% | 50.777 |
| 2      | Feyenoord      | 733.100   | 17    | 43.124 | +8,1%  | 46.200 |
| 3      | PSV            | 562.800   | 17    | 33.165 | +5,3%  | 35.200 |
| 4      | Vitesse        | 390.308   | 17    | 22.959 | −7,3%  | 26.000 |
| 5      | FC Utrecht     | 275.381   | 17    | 16.081 | +23,0% | 18.925 |
| 6      | sc Heerenveen  | 242.400   | 17    | 14.259 | −0,3%  | 14.400 |
| 7      | NAC            | 233.413   | 17    | 13.743 | +3,3%  | 15.700 |
| 8      | Roda JC        | 232.850   | 17    | 13.697 | −1,5%  | 17.500 |
| 9      | Willem II      | 228.930   | 17    | 13.466 | −1,4%  | 14.700 |
| 10     | FC Twente      | 224.975   | 17    | 13.234 | +0,2%  | 13.500 |
| 11     | FC Groningen   | 202.630   | 17    | 11.938 | −2,5%  | 12.800 |
| 12     | N.E.C.         | 187.300   | 17    | 11.106 | +6,5%  | 12.500 |
| 13     | De Graafschap  | 185.800   | 17    | 10.841 | −0,5%  | 12.000 |
| 14     | AZ             | 122.052   | 17    | 7.225  | +2,0%  | 8.720  |
| 15     | RKC Waalwijk   | 110.652   | 17    | 6.601  | +4,7%  | 8.200  |
| 16     | FC Zwolle      | 100.833   | 17    | 5.948  | +40,6% | 6.750  |
| 17     | RBC Roosendaal | 84.500    | 17    | 4.965  | +26,2% | 5.000  |
| 18     | Excelsior      | 52.114    | 17    | 3.087  | +49,3% | 3.768  |
| Totaal | Totaal         | 4.978.743 | 306   | 16.270 | +4,7%  | 50.777 |

### KNVB beker
| 6 november 2002, 20u30                                                                  | Willem II                                      | 2-1 (1-1) | FC Twente           | Opstelling Willem II | Opstelling FC Twente |  |
| Stadion: Willem II Stadion, Tilburg Toeschouwers: 4.100 Scheidsrechter: Herman van Dijk | '11 Dmitri Sjoekov 1-0 '72 Mourad Mghizrat 2-1 |           | 1-1 Scott Booth '25 | De Vlieger, Jaliens, Van Nieuwstadt , Janssens (Van der Gun/46), Mathijsen, Landzaat, Victoria, Mathijssen, Mghizrat (Wau/84), Sektoui, Sjoekov (Mariana/73) | Boschker, El Brazi, Grujić (Ouédraogo/13), Pothuizen, Heubach, Van de Paar (Houwing/84), Cziommer , Polak, Cairo , Booth (Cavens/73), John |  |
| Stadion: Willem II Stadion, Tilburg Toeschouwers: 4.100 Scheidsrechter: Herman van Dijk |                                                |           |                     | De Vlieger, Jaliens, Van Nieuwstadt , Janssens (Van der Gun/46), Mathijsen, Landzaat, Victoria, Mathijssen, Mghizrat (Wau/84), Sektoui, Sjoekov (Mariana/73) | Boschker, El Brazi, Grujić (Ouédraogo/13), Pothuizen, Heubach, Van de Paar (Houwing/84), Cziommer , Polak, Cairo , Booth (Cavens/73), John |  |
| Stadion: Willem II Stadion, Tilburg Toeschouwers: 4.100 Scheidsrechter: Herman van Dijk |                                                |           |                     | De Vlieger, Jaliens, Van Nieuwstadt , Janssens (Van der Gun/46), Mathijsen, Landzaat, Victoria, Mathijssen, Mghizrat (Wau/84), Sektoui, Sjoekov (Mariana/73) | Boschker, El Brazi, Grujić (Ouédraogo/13), Pothuizen, Heubach, Van de Paar (Houwing/84), Cziommer , Polak, Cairo , Booth (Cavens/73), John |  |
|                                                                                         |                                                |           |                     | | |  |

| 4 december 2002, 20u30                                                              | Ajax 2                                        | 2-1 (0-0) | Willem II           | Opstelling Ajax 2 | Opstelling Willem II |  |
| Stadion: Amsterdam ArenA, Amsterdam Toeschouwers: 7.362 Scheidsrechter: Pieter Vink | '67 Stefano Seedorf 1-0 '75 Jamal Akachar 2-0 |           | 2-1 Kew Jaliens '90 | Stekelenburg, De Jong , Pasanen, Yakubu, Valencia , Kujala, Krohn-Dehli (Cruz/86), Sneijder, Seedorf, Akachar (Bechan/80), Boukhari | De Vlieger , Wau (Mathijssen/46), Jaliens, Van Nieuwstadt , Mathijsen, Landzaat , Caluwé (Janssens/77), Victoria, Mghizrat (Simons/58), Sjoekov, Van der Gun |  |
| Stadion: Amsterdam ArenA, Amsterdam Toeschouwers: 7.362 Scheidsrechter: Pieter Vink |                                               |           |                     | Stekelenburg, De Jong , Pasanen, Yakubu, Valencia , Kujala, Krohn-Dehli (Cruz/86), Sneijder, Seedorf, Akachar (Bechan/80), Boukhari | De Vlieger , Wau (Mathijssen/46), Jaliens, Van Nieuwstadt , Mathijsen, Landzaat , Caluwé (Janssens/77), Victoria, Mghizrat (Simons/58), Sjoekov, Van der Gun |  |
| Stadion: Amsterdam ArenA, Amsterdam Toeschouwers: 7.362 Scheidsrechter: Pieter Vink |                                               |           |                     | Stekelenburg, De Jong , Pasanen, Yakubu, Valencia , Kujala, Krohn-Dehli (Cruz/86), Sneijder, Seedorf, Akachar (Bechan/80), Boukhari | De Vlieger , Wau (Mathijssen/46), Jaliens, Van Nieuwstadt , Mathijsen, Landzaat , Caluwé (Janssens/77), Victoria, Mghizrat (Simons/58), Sjoekov, Van der Gun |  |
|                                                                                     |                                               |           |                     | | |  |

Ajax · 
AZ · 
Excelsior · 
De Graafschap · 
Feyenoord · 
FC Groningen · 
sc Heerenveen · 
NAC Breda · 
NEC · 
PSV · 
RBC · 
RKC · 
Roda JC · 
FC Twente · 
FC Utrecht · 
Vitesse · 
Willem II · 
FC Zwolle